# Mary Morris Knibb
Mary Morris Knibb, född 1886, död 1964, var en jamaicansk lärare, socialreformator, filantrop och kommunalpolitiker. Hon blev 1939 den första kvinna som valdes till ett politiskt ämbete på Jamaica. 
Hon arbetade som lärare, grundade Morris Knibb Preparatory School och donerade den byggnad som blev högkvarter för herrnhutismen på Jamaica. 
Hon var verksam inom kvinnorörelsen genom Women's Liberal Club och valdes 1939 till stadsrådet i Kingston och blev därmed den första kvinna som valdes till ett politiskt ämbete sedan kvinnor fått (villkorlig) rösträtt och blivit valbara 1919. Sedan allmän rösträtt för kvinnor infördes 1944 blev hon den första kvinna som ställde upp i valen (utan framgång) och 1945 Jamaicas första kvinnliga fredsdomare. 